# Claude Gillot
Claude Gillot (Langres, 28 aprile 1673 – Parigi, 4 maggio 1722) è stato un pittore francese del periodo rococò.

## Biografia
Nato a Langres, nella regione delle Ardenne, Gillot fu uno dei maggiori pittori dell'inizio del Settecento, maestro di Antoine Watteau e Nicolas Lancret. Appassionato della Comédie Italienne, dipinse spesso soggetti tratti dalla commedia dell'arte: le sue tele sono spesso palcoscenici dove si muovono Arlecchini, Pierrot, Scaramouche e altri personaggi del teatro italiano.
A differenza del suo allievo Watteau che introdusse le maschere all'interno di scenari arcadici e feste galanti, Gillot s'ispirò direttamente alle scenografie teatrali. Il suo Arlecchino è probabilmente il noto Evaristo Gherardi (1662-1700) che condusse la compagnia degli attori italiani in Francia per molti anni.
Gillot fu anche un pittore di scenette mitologiche e arcadiche, le fêtes galantes, divenute poi cavallo di battaglia dei suoi allievi.